# Alexander Schneider
Alexander Schneider (Vilnius, 21 octobre 1908 – New York, 2 février 1993) est un violoniste, chef d'orchestre et pédagogue. Il s'installe aux États-Unis et est membre du Quatuor de Budapest.

## Biographie
Alexander (Sasha) est né Abram Sznejder, d'une famille juive modeste – son père est serrurier – de Vilna, en Lituanie alors russe. À 13 ans, il manque de mourir du tétanos d'une coupure au genou faite dans un accident. Le tétanos déforme ses articulations et son rétablissement est long et douloureux. Sasha quitte Vilnius en 1924, et rejoint son frère Mischa Schneider à Francfort, après avoir obtenu une bourse pour étudier le violon avec Adolf Rebner, enseignant du Conservatoire Hoch.
En 1927, Sasha devient premier violon dans un orchestre à Sarrebruck. C'est à ce moment qu'il change son nom, le chef d'orchestre voulant un nom à consonance allemande. Abram prend Schneider comme nom de famille, parce que son frère Mischa l'avait déjà choisi. En 1929, il travaille comme premier violon de l'orchestre de la Norddeutscher Rundfunk à Hambourg. En 1932, il perd son emploi à la suite de la campagne nazie contre les juifs : bientôt viendrait le temps de quitter l'Allemagne.

### Quatuor de Budapest
À la même époque, le Quatuor de Budapest, dont le violoncelliste est Mischa, le frère de Sasha, perd son premier violon. Bien que le quatuor n'ait pas encore quitté l'Allemagne, ils passent beaucoup de temps hors du pays, où ils pouvaient travailler librement. Pour Sasha, rejoindre le quatuor est un arrangement idéal. Josef Roismann, le second violon, passe au premier et laisse sa place à Sasha. Alors que Roismann était déjà à l'aise avec ses collègues, Sasha avait besoin de temps pour apprendre le style et leur répertoire.
En 1934, les nazis profèrent des menaces contre le quatuor. Dès le lendemain, ils quittent Berlin pour Paris, pour ne jamais revenir en Allemagne – même en tournée. Ils enchaînent tournée sur tournée, notamment sept mois à parcourir la Nouvelle-Zélande, l'Australie et la Tasmanie. Lorsque la guerre a éclaté en 1939, ils se trouvaient en tournée aux États-Unis. Ils obtiennent tous la permission d'y rester et d'en faire leur résidence.

### Indépendance
Plus tard, en 1944, Schneider ressentant le besoin de se développer en tant que musicien indépendant, quitte le quatuor, avec plein d'énergie et d'idées. Il lui est offert des postes de direction au Metropolitan Opera, une place dans le Quatuor Pro Arte et par le Quatuor Paganini, mais il refuse. Il part en tournée avec Ralph Kirkpatrick dès 1944 et la même année forme le Trio Albeneri avec Benar Heifetz (le frère du violoniste) et le pianiste Erich Itor Kahn.
En 1948, avec le pianiste Mieczysław Horszowski, Schneider forme le Quatuor de New York, et en 1949, il fonde le Quatuor Schneider (avec I. Cohen, K. Tuttle et M. Foley, puis H. Busch) pour interpréter et enregistrer l'intégrale des quatre-vingt trois quatuors à cordes de Joseph Haydn. Le projet, presque à terme, est resté inachevé, en raison du manque de fonds de son commanditaire, la Haydn Society. La même année, il enregistre les Sonates et partitas pour violon seul de Bach pour Mercury Records.
À la même époque, 1948, il se lance à travers le monde, dans l'interprétation au concert des Sonates et partitas pour violon seul de Bach, parfois en deux, parfois en un seul concert. Pour ce projet, il étudie avec Casals à Prades. C'est Schneider qui persuade Casals de participer au Festival de Prades 1950 pour honorer le deux centième anniversaire de la mort de Bach. Il apparaît à d'autres occasions avec Casals dans des festivals Bach à Prades et Perpignan. Plus tard, il dirige l'oratorio de Casals, El Pessebre à Guadalajara, Jalisco, au Mexico, durant le Festival Casals de México, et l'enregistre en 1973 à Puerto Rico.
Schneider est un homme très sociable et possède un large cercle d'amis, même hors de la musique : écrivains, peintres ou photographes parmi lesquels Beckett ou Calder. Il travaille dur pour promouvoir la musique de chambre avec des concerts gratuits ou subventionnés. Il était l'interprète et ami de compositeurs tels que Darius Milhaud, Paul Hindemith, Heitor Villa-Lobos , Béla Bartók, Bohuslav Martinů, Aaron Copland, Luciano Berio et surtout Igor Stravinsky, qu'il considérait comme le plus grand de tous.

### Retour au Quatuor de Budapest

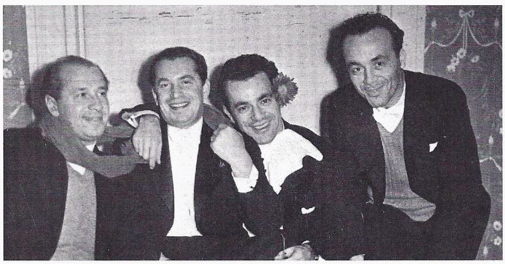
Les membres du Quatuors de Budapest, lors d'un concert à New York en 1938.

En 1956, les membres du Quatuor de Budapest le persuadent de les rejoindre. Ils avaient essayé deux autres seconds violons (Ortenberg et Gorodetzky décédé accidentellement), mais aucun à la mesure des normes élevées de Schneider. Roismann refusait même de continuer avec quelqu'un d'autre. Schneider, resté en contact étroit avec le quatuor, remplaçait Ortenberg ou Gorodetzky, lorsqu'ils étaient malades. Ils conviennent que le quatuor serait exploité à temps partiel avec Schneider pour lui permettre de poursuivre sa carrière indépendante. Le quatuor est finalement dissous en 1967.

### Autres activités
Schneider était également directeur artistique des Concerts Schneider de The New School à New York, de 1957 jusqu'à sa mort. Sous les auspices de The New School, Schneider et son manager, Frank Salomon, ont fondé l'Orchestre à cordes de New York, du séminaire de fin d'année d'interprétation pour les jeunes musiciens à cordes (Christmas strings seminars), en 1969.
Outre le Quatuor de Budapest, il a joué avec nombre d'ensembles de musique de chambre, parmi eux, son propre orchestre à cordes et le Brandenburg Ensemble.
Il a reçu le Kennedy Center Honors en 1988.